# Уорнер, Гарри Уолдо
Гарри Уолдо Уорнер (англ. Harry Waldo Warner; 4 января 1874, Нортгемптон — 1 июня 1945, Лондон) — британский альтист и композитор.
В возрасте 14 лет поступил в Гилдхоллскую школу музыки, где учился у Альфреда Гибсона (скрипка) и Орландо Моргана (композиция).
Наиболее известен как сооснователь Лондонского струнного квартета в 1908 году, выступал в его составе до 1929 года, после чего прекратил выступления по состоянию здоровья (пульт альта в квартете занял Уильям Примроуз). Концерты квартета, начиная с дебютного выступления 26 января 1910 года, нередко включали произведения самого Уорнера. 2 февраля 1917 г. участвовал в первом публичном исполнении Сонаты для флейты, арфы и альта Клода Дебюсси вместе с Альбертом Франселлой (флейта) и Мириам Тимоти (арфа).
Начав свою композиторскую карьеру в студенческие годы с двух комических опер, Уорнер приобрёл некоторую известность как автор камерных сочинений. Его струнный Квартет-фантазия на темы народных песен (англ. Folk Song Fantasy Quartet, Op. 18) выиграл в 1917 году конкурс камерной музыки, проводившийся Уолтером Уилсоном Коббетом, фортепианное трио ля минор победило в 1921 году на конкурсе камерной музыки Элизабет Спрэг Кулидж. Кроме того, музыкальная картина для оркестра Op. 38 «Хэмптон-Уик» (англ. Hampton Wick, по названию небольшой деревушки под Лондоном), получила первое место в 1932 году на конкурсе, проводившемся концертной площадкой «Голливудская чаша» (премьеру произведения исполнил в 1934 году Симфонический оркестр Цинциннати); согласно авторскому комментарию, «Хэмптон-Уик» вдохновлён одноимённым стихотворением Онслоу Фрэмптона (англ. Onslow Frampton), однако за этим псевдонимом скрывался сам композитор.
В 1896 году женился на Роуз Эми Петтигрю (англ. Rose Amy Pettigrew; 1872—1958), профессиональной натурщице, до брака позировавшей многим известным художникам, особенно Джеймсу Уистлеру. Их сын Кен Уорнер также был скрипачом и композитором.